# Boulding Ridge
Boulding Ridge är en bergstopp i Antarktis. Den ligger i Västantarktis. Argentina, Chile och Storbritannien gör anspråk på området. Toppen på Boulding Ridge är 768 meter över havet.
Terrängen runt Boulding Ridge är lite bergig. Trakten är glest befolkad. Närmaste befolkade plats är San Martín Station, 13,3 kilometer sydväst om Boulding Ridge. 